# Luís Ferreira do Nascimento Melo
Luiz Ferreira do Nascimento Mello (São José, 25 de dezembro de 1809 — São José, 16 de março de 1882) foi um militar e político brasileiro.
Filho de Manoel Ferreira de Mello e Joanna Rita de Jesus. Casou em novembro de 1809, em São José com Anna Cândida Vieira da Rosa, filha do general Vieira da Rosa), com quem teve 9 filhos:
1. Maria Luiza Ferreira de Mello (São José, 22 de novembro de 1831);
2. Luiz Ferreira de Mello (São José, 2 de novembro de 1832 — São José, 22 de setembro de 1833);
3. Antônio Luiz Ferreira de Mello (São José, 13 de junho de 1835 — São José, 30 de julho de 1885), casado com Anna Ernestina Xavier de Oliveira Câmara. Eram tios do cardeal Dom Jaime de Barros Câmara;
4. Luiz Ferreira de Mello (São José, 17 de agosto de 1836 — São José, fevereiro de 1886);
5. José Ferreira de Mello (São José, 1 de fevereiro de 1840 — São José, 1 de fevereiro de 1840);
6. Henriqueta Cândida Ferreira de Mello (São José, 1840), casada com Felisberto Gomes Caldeira de Andrada, trineto de Felisberto Caldeira Brant, terceiro e o mais famoso contratador de diamantes de Diamantina;
7. José Ferreira de Mello (São José, 9 de fevereiro de 1841 — São José, 1 de fevereiro de 1898), casado com Joaquina Cândida da Silva Ramos;
8. João Luiz Ferreira de Mello (São José, 9 de julho de 1842 — São José, 2 de julho de 1912), casou em 19 de junho de 1895, em São José, com Júlia Rachel da Rosa;
9. Manoel Ferreira de Mello (São José, 4 de dezembro de 1846 — Ilha de Paquetá, 14 de julho de 1900), casado com Maria Augusta Falcão.

Foi 4º vice-presidente da província de Santa Catarina, nomeado por carta imperial de 31 de julho de 1872, tendo assumido a presidência interina por duas vezes, de 8 a 24 de outubro de1873 e de 23 de abril a 7 de agosto de 1875.
Foi deputado à Assembleia Legislativa Provincial de Santa Catarina na 9ª legislatura (1852 — 1853), na 10ª legislatura (1854 — 1855), na 11ª legislatura (1856 — 1857), na 13ª legislatura (1860 — 1861), na 14ª legislatura (1862 — 1863), na 19ª legislatura (1872 — 1873), na 22ª legislatura (1878 — 1879).
Foi cavaleiro da Imperial Ordem de Cristo e da Imperial Ordem da Rosa, títulos recebidos do então Imperador D. Pedro II quando em visita à São José da Terra Firme. Exerceu o cargo de presidente da câmara por oito vezes, sendo aí o recordista no cargo até os dias de hoje. Foi Presidente da Câmara nos anos: 1839-1840, 1840-1841, 1845-1846, 1849-1852, 1869, 1872, 1877-1881 e 1881-1885.